# American Fork
American Fork è un comune degli Stati Uniti d'America, nella Contea di Utah, nello Stato dello Utah. Si erge ai piedi del Monte Timpanogos, a nord del Lago Utah. Secondo il censimento del 2000 conta 21.941 abitanti, stimati 26.472 nel 2007. La città è in rapida crescita dagli anni settanta.
American Fork si trova a 1404 m s.l.m., copre un'area di 19,5 km², ed è sede del Tempio di Monte Timpanogos della Chiesa di Gesù Cristo dei Santi degli Ultimi Giorni.